# Viktor Schweitzer
Viktor Emanuel Schweitzer (San Candido, 15 giugno 1992) è un hockeista su ghiaccio italiano, milita come attaccante nell'Hockey Club Dobbiaco, squadra dell'Italian Hockey League.

## Carriera

### Club
Schweitzer crebbe hockeisticamente nel Val Pusteria, dove giocò pressoché per tutta la prima parte della sua carriera, se si eccettuano presenze in prestito alle squadre satellite del Dobbiaco (con cui vinse il titolo di Serie C Under-26 nel 2010-2011), del Caldaro e del Merano.
Coi brunicensi si aggiudicò per due volte la Supercoppa italiana.
Nell'estate del 2017 si trasferì all'HC Bolzano, squadra italiana che partecipa alla lega sovranazionale EBEL. Il contratto gli venne rinnovato anche per la stagione successiva. Nell'estate del 2019 la sua posizione rimase a lungo in bilico: a lungo in ballottaggio con Daniel Frank per il ruolo di tredicesimo attaccante del Bolzano, poco prima dell'avvio della stagione gli venne preferito il più giovane attaccante nativo di Merano. Gli infortuni di Angelo Miceli nell'ultima gara di precampionato e dello stesso Frank nella prima gara di campionato, spinsero la società a richiamare Schweitzer, ancora svincolato, il 17 settembre. Il contratto, inizialmente della durata di alcune settimane, venne prolungato fino a fine dicembre per fare fronte ad ulteriori infortuni, ed il giocatore lasciò la squadra il 29 dicembre. Rimase svincolato per pochi giorni: il successivo 4 gennaio sottoscrisse un contratto fino al termine della stagione con l'HC Gherdëina.
Nell'estate successiva fece ritorno al Val Pusteria, dopo tre stagioni lontano da Brunico.
A causa della malattià del padre Michael, a sua volta membro del direttivo dei gialloneri, Schweitzer prese una pausa dall'attività sportiva per gestire l'attività di famiglia.
Dopo alcuni mesi, il 26 novembre 2021, ritornò a giocare, con la maglia del Dobbiaco, nella seconda serie italiana.

### Nazionale
Dal 2014 è nel giro della nazionale italiana.

## Palmarès

### Club
- Supercoppa italiana: 2

Val Pusteria: 2014, 2016
- Campionato austriaco: 1

Bolzano: 2017-2018
- Serie C Under 26: 1

Dobbiaco: 2010-2011

### Giovanili
- Campionato italiano U20: 1

Val Pusteria: 2010-2011